# Microlenecamptus
Microlenecamptus es un género de escarabajos longicornios de la tribu Dorcaschematini.

## Especies
- Microlenecamptus albonotatus (Pic, 1925)
- Microlenecamptus albonotatus flavosignatus Breuning, 1965
- Microlenecamptus biocellatus (Schwarzer, 1925)
- Microlenecamptus lobanovi Lazarev & Murzin, 2021
- Microlenecamptus nakabayashii Takakuwa, 1992
- Microlenecamptus obsoletus (Fairmaire, 1888)
- Microlenecamptus sexmaculatus Murzin, 1988
- Microlenecamptus signatus (Aurivillius, 1914)
- Microlenecamptus sumatranus Vives, 2022